# Caligus lolligunculae
Caligus lolligunculae is een eenoogkreeftjessoort uit de familie van de Caligidae. De wetenschappelijke naam van de soort is voor het eerst geldig gepubliceerd in 1941 door Capart.